# パレリラパレリラ/センチメンタルプリズム
「パレリラパレリラ / センチメンタルプリズム」は、天晴れ！原宿の2枚目のメジャーシングル（インディーズを含めると通算3枚目）。2018年6月27日にOTODAMA RECORDSから発売された。

## 概要
- 当時のメンバーは、朝比奈れい、中江さき、成実みく、東雲しの、藤宮めい、永堀ゆめ、七瀬れあの7名。
- TYPE A～TYPE Eの5種類がありジャケットに違いがあるが、収録曲はすべて同じ。
- 「パレリラパレリラ」のMusic Videoはヴィレッジヴァンガード下北沢店の協力のもと店内で撮影している[1]。

## 収録曲

### TYPE A
（品番：POCE11105　JAN：4988031282106）
1. パレリラパレリラ　作詞：NOBE / 作曲：KOJI oda / 振付：ミキティ本物
2. センチメンタルプリズム　作詞：Yunomi / 作曲：Yunomi
3. バンチャラ　作詞：bassy(にゃーろんず) / 作曲：bassy(にゃーろんず) / 振付：ミキティ本物
4. 汽水ガール　作詞：bassy(にゃーろんず) / 作曲：bassy(にゃーろんず)
5. パレリラパレリラ -Instrumental-
6. センチメンタルプリズム -Instrumental-
7. バンチャラ -Instrumental-
8. 汽水ガール -Instrumental-

### TYPE B
（品番：POCE11106　JAN：4988031282113）

### TYPE C
（品番：POCE11107　JAN：4988031282120）

### TYPE D
（品番：POCE11108　JAN：4988031282137）

### TYPE E
（品番：POCE11109　JAN：4988031282144）